# Leon Klassen
Leon Sergeevič Klassen (in russo Леон Сергеевич Классен?; Bad Neuenahr-Ahrweiler, 29 maggio 2000) è un calciatore tedesco naturalizzato russo, difensore del Lyngby.

## Carriera

### Club
Nato in Germania da una famiglia di origini russe, è cresciuto nel settore giovanile del Monaco 1860. Ha fatto il suo esordio in prima squadra il 12 maggio 2018, disputando l'incontro di Regionalliga vinto per 1-4 contro il Bayreuth. Nello stesso anno, ha anche contribuito alla promozione della squadra in 3. Liga. Il 27 maggio 2021 viene acquistato dagli austriaci dello WSG Swarovski Tirol. Il 30 dicembre 2021 viene comunicato il suo trasferimento allo Spartak Mosca, firmando un contratto triennale.

### Nazionale
Ha rappresentato le nazionali giovanili russe.

## Statistiche

### Presenze e reti nei club
Statistiche aggiornate al 21 novembre 2022.
| Stagione             | Squadra              | Campionato           | Campionato | Campionato | Coppe nazionali | Coppe nazionali | Coppe nazionali | Coppe continentali | Coppe continentali | Coppe continentali | Altre coppe | Altre coppe | Altre coppe | Totale | Totale |
| Stagione             | Squadra              | Comp                 | Pres       | Reti       | Comp            | Pres            | Reti            | Comp               | Pres               | Reti               | Comp        | Pres        | Reti        | Pres   | Reti   |
| -------------------- | -------------------- | -------------------- | ---------- | ---------- | --------------- | --------------- | --------------- | ------------------ | ------------------ | ------------------ | ----------- | ----------- | ----------- | ------ | ------ |
| 2017-2018            | Monaco 1860          | RL                   | 1          | 0          | CG              | -               | -               |                    | -                  | -                  |             | -           | -           | 1      | 0      |
| 2018-2019            | Monaco 1860          | 3L                   | -          | -          | CG              | -               | -               |                    | -                  | -                  |             | -           | -           | -      | -      |
| 2019-2020            | Monaco 1860          | 3L                   | 19         | 2          |                 | -               | -               |                    | -                  | -                  |             | -           | -           | 19     | 2      |
| 2020-2021            | Monaco 1860          | 3L                   | 7          | 0          | CG              | 0               | 0               |                    | -                  | -                  |             | -           | -           | 7      | 0      |
| Totale Monaco 1860   | Totale Monaco 1860   | Totale Monaco 1860   | 27         | 2          |                 | 0               | 0               |                    | -                  | -                  |             | -           | -           | 27     | 2      |
| 2021-gen. 2022       | WSG Swarovski Tirol  | BL                   | 17         | 0          | CA              | 3               | 0               |                    | -                  | -                  |             | -           | -           | 20     | 0      |
| gen.-giu. 2022       | Spartak Mosca        | PL                   | 2          | 0          | CR              | 1               | 0               | UCL+UEL            | -                  | -                  |             | -           | -           | 3      | 0      |
| 2022-2023            | Spartak Mosca        | PL                   | 7          | 0          | CR              | 3               | 0               |                    | -                  | -                  | SR          | 0           | 0           | 10     | 0      |
| Totale Spartak Mosca | Totale Spartak Mosca | Totale Spartak Mosca | 9          | 0          |                 | 4               | 0               |                    | -                  | -                  |             | 0           | 0           | 13     | 0      |
| Totale carriera      | Totale carriera      | Totale carriera      | 53         | 2          |                 | 7               | 0               |                    | -                  | -                  |             | 0           | 0           | 60     | 2      |

## Palmarès

### Club

#### Competizioni nazionali
- Fußball-Regionalliga: 1

Monaco 1860: 2017-2018 (girone Baviera)
- Coppa di Russia: 1

Spartak Mosca: 2021-2022